# Mister Global Thailand
Mister Global Thailand (tiếng Thái: มิสเตอร์โกลบอลไทยแลนด์) là cuộc thi sắc đẹp dành cho nam giới tại Thái Lan nhằm tìm kiếm đại diện tham gia cuộc thi Mister Global. Cuộc thi được tổ chức lần đầu vào năm 2016 và do Công ty TNHH TPN Global điều hành. Trước đó, vào năm 2014–2015, đại diện Mister Global Thailand được bổ nhiệm bởi giám đốc cuộc thi.

## Người giữ danh hiệu
| Lần thứ | Năm  | Ngày                | Mister Global Thailand                                         | Á vương                                                    | Á vương                                           | Á vương                                                          | Á vương                                           | Á vương | Nơi tổ chức                   | Số thí sinh | T.k.        |
| Lần thứ | Năm  | Ngày                | Mister Global Thailand                                         | 1                                                          | 2                                                 | 3                                                                | 4                                                 | 5 | Nơi tổ chức                   | Số thí sinh | T.k.        |
| ------- | ---- | ------------------- | -------------------------------------------------------------- | ---------------------------------------------------------- | ------------------------------------------------- | ---------------------------------------------------------------- | ------------------------------------------------- | --- | ----------------------------- | ----------- | ----------- |
| 1       | 2016 | 26 tháng 3 năm 2016 | Thawatchai Jaikhan · ธวัชชัย ใจคาร · Phayao                      | Sarawut Lohtrakul · สราวุธ โล่ห์ตระกูล · Chiang Mai            | Apichai Wattakumar · อภิชัย วัตตะกุมาร · Samut Prakan | Không trao giải                                                  | Không trao giải                                   | Không trao giải | Mueang Chiang Mai, Chiang Mai | 16          | [ 1 ] [ 2 ] |
| 2       | 2017 | 30 tháng 4 năm 2017 | Nontakorn Amput · นนทกร อัมพุธ · Phayao                          | Thitthada Phothacharoen · ทิตย์ธฎา โพธาเจริญ · Lamphun        | Sathorn Mullisarn · สถาพร มูลลิสาร · Chiang Mai     | Không trao giải                                                  | Không trao giải                                   | Không trao giải | Mueang Chiang Mai, Chiang Mai | 10          | [ 3 ] [ 4 ] |
| 3       | 2022 | 9 tháng 10 năm 2022 | Setthapan Thongsuk · เสฎฐพันธ์ ทองสุข · Phuket                    | Manu Guaser Chantarabut · มณู กัวเซอร์ จันทรณบุตร · Chiang Mai  | Garnet Nadi · โกเมน นาดี · Bangkok                 | Patihan Laeo Prasert · ปาฏิหาริย์ เหล่าประเสริฐ · Nakhon Si Thammarat | Phonlaphat Mahasangsiri · พลภัทร มหแสงศิริ · Lampang | Thawin Jaiman · ธาวิน ใจมั่น · Pathum ThaniChetchanok Surathip · เชษฐ์ชนก สุระทิพย์ · Roi EtChanchai Rungpaisith · ชาญชัย รุ่งไพสิฐ · Nong Khai | Mueang Chiang Mai, Chiang Mai | 77          | [ 5 ]       |
| 4       | 2023 | 3 tháng 11 năm 2023 | Patihan Pengsook · ฏิหาริย์ เพ็งสุข · Loei                          | Pattawee Waimethachoknugun · ปฐวี วัยเมธาโชคนุกูล · Chiang Mai | Weerayut Phimsaka · วีระยุทธิ์ พิมพ์สกะ · Udon Thani    | Tanakorn Uthaiphetra · ธนกร อุทัยเภตรา · Nakhon Ratchasima         | Ataphon Phithak · อรรถพล พิทักษ์ · Khon Kaen         | Không trao giải | Nang Rong, Buriram            | 18          |             |
| 5       | 2024 | 26 tháng 5 năm 2024 | Patrick Pho-ngam Forstner · แพทริค โพธิ์งาม ฟอร์สเนอร์ · Udon Thani | Chanawee Prasongkit · ชนาวีร์ ประสงค์กิจ · Bangkok             | Teenarupakorn Muangmai · ธีนฤปกร ม่วงไม้ · Bangkok   | Poramet Manyuen · ปรเมษฐ์ มั่นยืน · Surin                            | Chonapat Prommasim · ชนพัฒน์ พรมมาสิ · Udon Thani    | Không trao giải | Mueang Nonthaburi, Nonthaburi | 28          |             |

### Tỉnh theo số lần đăng quang
| Tỉnh       | Số lần | Năm        |
| ---------- | ------ | ---------- |
| Phayao     | 2      | 2016, 2017 |
| Phuket     | 1      | 2022       |
| Loei       | 1      | 2023       |
| Udon Thani | 1      | 2024       |

## Các lần tổ chức Mister Global Thailand

### 2016
Mister Global Thailand 2016 là cuộc thi Mister Global Thailand lần thứ 1 được tổ chức tại Central Festival Chiang Mai, Mueang Chiang Mai, Chiang Mai vào ngày 26 tháng 3 năm 2016. Có 16 thí sinh dự thi, Thawatchai Jaikhan đến từ Phayao đăng quang ngôi vị Mister Global Thailand.
Kết quả
| Hạng                        | Thí sinh |
| --------------------------- | --- |
| Mister Global Thailand 2016 | - Phayao – Thawatchai Jaikhan |
| Á vương 1                   | - Chiang Mai – Sarawut Lohtrakul |
| Á vương 2                   | - Samut Prakan – Apichai Vittakumar |
| Top 8                       | - Mae Hong Son – Peerapong Sriwai - Lamphun – Weerayut Chaipanno - Chiang Mai – Milcha Kenne - Chiang Rai – Mizuki Saito - Phrae – Phasakorn Suthana |

Các giải thưởng
| Giải thưởng                      | Thí sinh                         |
| -------------------------------- | -------------------------------- |
| Mister Popular Vote              | - Tak – Kritsakorn Puiha         |
| Mister New Generation Model      | - Chiang Rai – Mizuki Saito      |
| Charming Young Man               | - Phayao – Thawatchai Jaikhan    |
| Mister Luxury Look by YES Clinic | - Chiang Mai – Sarawut Lohtrakul |

Các thí sinh
| SBD | Thí sinh                             | Tuổi | Chiều cao (m) | Tỉnh         |
| --- | ------------------------------------ | ---- | ------------- | ------------ |
| 1   | Peerapong Sriwai พีรพงศ์ ศรีไว          | 22   | 1.86          | Mae Hong Son |
| 2   | Weerayut Chaipanno วีระยุทธ ไชยปัญโญ    | 24   | 1.81          | Lamphun      |
| 3   | Kanathip Thawit-angkun คณาธิป ธวิตอังกูร | 19   | 184           | Chiang Mai   |
| 4   | Kritsakorn Puiha กฤษกร ปุ้ยฮะ          | 22   | 1.84          | Tak          |
| 5   | Milcha Kenne มิลชา เคนเนล             | 21   | 1.80          | Chiang Mai   |
| 6   | Sipakorn Unkantha สิปปกร อุ่นกันทา       | 17   | 1.79          | Chiang Rai   |
| 7   | Thawatchai Jaikhan ธวัชชัย ใจคาร       | 19   | 1.85          | Phayao       |
| 8   | Sathorn Mullisarn สถาพร มูลลิสาร       | 21   | 1.81          | Khon Kaen    |
| 9   | Surachet Khannalae สุรเชษฐ์ ขันนาแล     | 21   | 1.86          | Chiang Mai   |
| 10  | Thanapong Wongtipin ธนพงศ์ วงศ์ติปิน     | 22   | 1.76          | Chiang Rai   |
| 11  | Nopparat Kanthachin นพรัตน์ กันทะจีน     | 24   | 1.85          | Chiang Mai   |
| 12  | Mizuki Saito มิซึกิ ไซโต้                | 17   | 1.82          | Chiang Rai   |
| 13  | Apichai Vittakumar อภิชัย วิตตะกุมาร     | 26   | 1.83          | Samut Prakan |
| 14  | Atthachai Pinthray อรรถชัย ปินทราย     | 19   | 1.72          | Chiang Mai   |
| 15  | Sarawut Lohtrakul สราวุธ โล่ห์ตระกูล     | 26   | 1.84          | Chiang Mai   |
| 16  | Phasakorn Suthana ภาสกร สุทธนะ        | 19   | 1.88          | Phrae        |

### 2017
Mister Global Thailand 2017 là cuộc thi Mister Global Thailand lần thứ 2 được tổ chức tại Central Festival Chiang Mai, Mueang Chiang Mai, Chiang Mai vào ngày 30 tháng 4 năm 2017. Có 10 thí sinh dự thi, Nontakorn Amput đến từ Phayao đăng quang ngôi vị Mister Global Thailand.
Kết quả
| Hạng                        | Thí sinh                                                                                               |
| --------------------------- | --- |
| Mister Global Thailand 2016 | - Phayao – Nontakorn Amput                                                                             |
| Á vương 1                   | - Lamphun – Phatitthada Phothacharoen                                                                  |
| Á vương 2                   | - Chiang Mai – Sathorn Mullisarn                                                                       |
| Top 6                       | - Chiang Rai – Ariyathat Phukitlertthananon - Lampang – Atithep Saksung - Lampang – Surachet Khannalae |

Các giải thưởng
| Giải thưởng                           | Thí sinh                         |
| ------------------------------------- | -------------------------------- |
| People's Choice Awards                | - Chiang Mai – Thanakrit Bunruen |
| Mister Perfect Skin by Bangkok Clinic | - Phayao – Nontakorn Amput       |

Các thí sinh
| SBD | Thí sinh                                        | Tỉnh       |
| --- | ----------------------------------------------- | ---------- |
| 1   | Sathorn Mullisarn สถาพร มูลลิสาร                  | Chiang Mai |
| 2   | Chanon Phothong ชนนน โพธิ์ทอง                     | Lamphun    |
| 3   | Thanakrit Bunruen ธนกฤต บุญเรือน                  | Chiang Mai |
| 4   | Phatitthada Phothacharoen พทิตย์ธฎา โพธาเจริญ      | Lamphun    |
| 5   | Atithep Saksung อติเทพ ศักดิ์สูง                     | Lampang    |
| 6   | Surachet Khannalae สุรเชษฐ์ ขันนาแล                | Chiang Mai |
| 7   | Nontakorn Amput นนทกร อัมพุธ                      | Phayao     |
| 8   | Rungruang Sriyab รุ่งเรือง ศรียาบ                   | Chiang Mai |
| 9   | Thirawat Matayabun ถิรวัฒน์ มาตยาบุญ                | Chiang Mai |
| 10  | Alex Miller อเล็กซ์ มิลเลอร์                        | Chiang Rai |
| 11  | Navin Malakul นาวิน มาลากุล                       | Lampang    |
| 12  | Ariyathat Phukitlertthananon อริย์ธัช ภูกิจเลิศธนานนท์ | Chiang Rai |

### 2022
Mister Global Thailand 2022 là cuộc thi Mister Global Thailand lần thứ 3 được tổ chức tại Khumkham Chiang Mai International Convention Center, Mueang Chiang Mai, Chiang Mai vào ngày 9 tháng 10 năm 2022. Có 67 thí sinh dự thi, Setthapan Thongsuk đến từ Phuket đăng quang ngôi vị Mister Global Thailand.
Kết quả
| Hạng                        | Thí sinh |
| --------------------------- | --- |
| Mister Global Thailand 2022 | - Phuket – Setthapan Thongsuk |
| Á vương 1                   | - Chiang Mai – Guaser Chantarabut |
| Á vương 2                   | - Bangkok – Garnet Nadi |
| Á vương 3                   | - Nakhon Si Thammarat – Patiharn Laoprasoet |
| Á vương 4                   | - Lampang – Phonlaphat Mahasangsiri |
| Á vương 5                   | - Pathum Thani – Thawin Jaiman € - Roi Et – Chetchanok Surathip - Nong Khai – Chanchai Rungpaisith |
| Top 15                      | - Buriram – Phumin Nakhonchai - Nakhon Ratchasima – Thanachot Fashionia - Lamphun – Thanakrit Ruamsap - Khon Kaen – Jirayu Tucker - Uttaradit – Jatuporn Peerasaen - Sukhothai – Waraphon Gina - Phrae – Warkorn Supeng € |
| Top 27                      | - Phang Nga – Tawans Sukkhawarodom € - Bueng Kan – สุทธิพงษ์ สุดสายตา € - Satun – Patomnam Parkeepo - Chai Nat – Kongthap Namwongyod - Chonburi – Chanin Torchot - Chiang Rai – Naruebet Techasrisa - Mae Hong Son – Phasapong Jindasurak - Sa Kaeo – Natthanon Somchom - Maha Sarakham – Netithorn Duangchampa - Udon Thani – Kittikhun Phonratcham - Nong Bua Lamphu – Chinchote Techamongkolkit - Ang Thong – Anuson Manmao |
| Top 40                      | - Amnat Charoen – Anucha Nuankhamma - Ubon Ratchathani – Kittikhun Phonratcham - Mukdahan – Dewvan Vlerken - Chumphon – Jeerawat Tawong - Trang – Natthaphong Prapruet - Sisaket – Wittaya Disang - Loei – Chusak Saentichak - Kamphaeng Phet – - Phayao – Jakkaphat Sanyawichai - Sakon Nakhon – Sathitphon Onming - Pattani – Suthan Titchaya - Yasothon – Suriya Buddhakham - Phetchabun – Pradiphat Riwang             |

- € Thắng giải Great Man Awards vào thẳng top 27 chung cuộc.

Các giải thưởng
| Giải thưởng                      | Thí sinh                                    |
| -------------------------------- | ------------------------------------------- |
| Great Man of Srivijaya           | - Phang Nga – Tawans Sukkhawarodom          |
| Great Man of Suvarnabhumi        | - Pathum Thani – Thawin Jaiman              |
| Great Man of Isanpura            | - Bueng Kan – Suthipong Sudtataya           |
| Great Man of Lanna               | - Phrae – Warkorn Supeng                    |
| Mister Social Media              | - Phuket – Setthapan Thongsuk               |
| Mister Photogenic                | - Amnat Charoen – Anucha Nuankhamma         |
| Mister Risng Star                | - Khon Kaen – Jirayu Tucker                 |
| Mister Tourism                   | - Trang – Natthaphong Prapruet              |
| Mister Model Look                | - Buriram – Phumin Nakhonchai               |
| Ambassador Diamond Eye           | - Sa Kaeo – Natthanon Somchom               |
| Mister Congeniality              | - Chonburi – Chanin Torchot                 |
| Mister Popular Vote              | - Singburi – Charuj Boonpayakbut            |
| Mister Body Perfect              | - Sukhothai – Waraphon Gina                 |
| Mister Select Pecfect            | - Nakhon Si Thammarat – Patiharn Laoprasoet |
| Mister Select Smile              | - Phuket – Setthapan Thongsuk               |
| Jungle Adventure Park Ambassador | - Chiang Rai – Naruebet Techasrisa          |
| Looker LookGood                  | - Lampang – Phonlaphat Mahasangsiri         |
| Mister Freshy Guy                | - Ubon Ratchathani – Kittikhun Phonratcham  |
| Mister Gentleman                 | - Uttaradit – Jatuporn Peerasaen            |

Các thí sinh
| Tỉnh                     | Thí sinh                                   |
| ------------------------ | ------------------------------------------ |
| Bangkok                  | Garnet Nadi โกเมน นาดี                      |
| Krabi                    | Dolwat Saidoidaen ดลวัฒน์ สายดอยแดน          |
| Kalasin                  | Hris Lekkla หฤษฎ์ เหล็กกล้า                   |
| Kamphaeng Phet           |                                            |
| Khon Kaen                | Jirayu Tucker จิรายุ ทักเกอร์                  |
| Chanthaburi              | Timothy Pitragool Krynski                  |
| Chonburi                 | Chanin Torchot                             |
| Chai Nat                 | Kongthap Namwongyod                        |
| Chaiyaphum               |                                            |
| Chumphon                 | Jeerawat Tawong                            |
| Chiang Rai               | Naruebet Techasrisa นฤเบส เตชศรีษะ          |
| Chiang Mai               | Guaser Chantarabut กัวเซอร์ จันทรณบุตร         |
| Trang                    | Natthaphong Prapruet ณัฐพงษ์ ประพฤติ          |
| Trat                     | Naruebet Pramuanphisut นฤเบศ ประมวญพิสุทธิ์    |
| Tak                      | Thanat Fueangthanat ธานัต เฟื่องธนัช           |
| Nakhon Pathom            | Teerawat Onpibun ธีรวัฒน์ อ้นพิบูลย์              |
| Nakhon Phanom            |                                            |
| Nakhon Ratchasima        | Thanachot Fashionia ธนโชคิ แฟสันเทียะ         |
| Nakhon Si Thammarat      | Patiharn Laoprasoet ปาฏิหาริย์ เหล่าประเสริฐ    |
| Nakhon Sawan             |                                            |
| Nonthaburi               |                                            |
| Nan                      |                                            |
| Bueng Kan                | Suthipong Sudtataya สุทธิพงษ์ สุดสายตา         |
| Buriram                  | Phumin Nakhonchai ภูมินทร์ นครชัย              |
| Pathum Thani             | Thawin Jaiman ธาวิน ใจมั่น                    |
| Prachuap Khiri Khan      | Warakorn Kimire                            |
| Pattani                  | Suthan Titchaya สุทันต์ ทิตไชย                 |
| Phra Nakhon Si Ayutthaya |                                            |
| Phayao                   | Jakkaphat Sanyawichai จักรภัทร สัญญะวิชัย       |
| Phang Nga                | Tawans Sukkhawarodom                       |
| Phatthalung              | Srawoot Seangaroon                         |
| Phichit                  |                                            |
| Phitsanulok              | Suphanat Thaweephatthakun ศุภณัฐ ทวีพัฒน์สกุล    |
| Phetchaburi              |                                            |
| Phetchabun               | Pradiphat Riwang ประดิพัทธ์ ริวัง               |
| Phrae                    | Warkorn Supeng                             |
| Phuket                   | Setthapan Thongsuk เสฎฐพันธ์ ทองสุข           |
| Maha Sarakham            | Netithorn Duangchampa เนติธร ดวงจำปา        |
| Mukdahan                 | Dewvan Vlerken                             |
| Mae Hong Son             | Phasapong Jindasurak ภาสพงษ์ จินดาสุรารักษ์     |
| Yala                     |                                            |
| Yasothon                 | Suriya Buddhakham สุริยา บุดดาคำ              |
| Roi Et                   | Chetchanok Surathip เชษฐ์ชนก สุระทิพย์         |
| Rayong                   | Pathompoom Sittiprom                       |
| Lampang                  | Phonlaphat Mahasangsiri พลภัทร มหแสงศิริ      |
| Lamphun                  | Thanakrit Ruamsap ธนกฤต รวมทรัพย์            |
| Loei                     | Chusak Saentichak ชูศักดิ์ แสนธิจักร์             |
| Sisaket                  | Wittaya Disang วิทยา ดีแสง                   |
| Sakon Nakhon             | Sathitphon Onming สถิตพล อ่อนมิ่ง              |
| Satun                    | Patomnam Parkeepo                          |
| Samut Songkhram          | Satchukorn Yoosabai                        |
| Samut Sakhon             |                                            |
| Sa Kaeo                  | Natthanon Somchom ณัฐนนท์ สมชม               |
| Saraburi                 | Panitran Rungphun                          |
| Singburi                 | Charuj Boonpayakbut ชารุจ บุญพยัคบุตร          |
| Sukhothai                | Waraphon Gina ส.อ.วราพล จีนา                |
| Suphanburi               | Sirawit Pukhut                             |
| Surat Thani              | Thanathorn Suthasiri ธนธรณ์ สุทธศิริ           |
| Surin                    | Kitisak Phringproa กิติศักดิ์ พริ้งเพราะ          |
| Nong Khai                | Chanchai Rungpaisith ชาญชัย รุ่งไพสิฐ          |
| Nong Bua Lamphu          | Chinchote Techamongkolkit ชินโชติ เตชามงคลกิจ |
| Ang Thong                | Anuson Manmao อนุสรณ์ มานเมาะ                |
| Udon Thani               |                                            |
| Uthai Thani              |                                            |
| Uttaradit                | Jatuporn Peerasaen                         |
| Ubon Ratchathani         | Kittikhun Phonratcham กิตติคุณ พลราชม         |
| Amnat Charoen            | Anucha Nuankhamma                          |

### 2023
Mister Global Thailand 2023 là cuộc thi Mister Global Thailand lần thứ 4 được tổ chức tại So Cool Grand Hotel Nang Rong, Nang Rong, Buriram vào ngày 3 tháng 11 năm 2023. Có 18 thí sinh dự thi, Patihan Pengsook đến từ Loei đăng quang ngôi vị Mister Global Thailand.
Kết quả
| Hạng                        | Thí sinh |
| --------------------------- | --- |
| Mister Global Thailand 2023 | - MGB09 – Patihan Pengsook |
| Á vương 1                   | - MGB15 – Pattawee Waimethachoknugun |
| Á vương 2                   | - MGB18 – Weerayut Phimsaka |
| Á vương 3                   | - MGB013 – Tanakorn Uthaiphetra |
| Á vương 4                   | - MGB04 – Ataphon Phithak |
| Top 10                      | - MGB02 – Yuttaphong Nantari - MGB03 – Pakin Srisawang - MGB07 – Sakda Saezuang - MGB08 – Prasopchok Jiraporn - MGB14 – Thanadet Kunnaownit |

Các giải thưởng
| Giải thưởng                  | Thí sinh                     |
| ---------------------------- | ---------------------------- |
| Best in Swimsuit             | - MGB02 – Yuttaphong Nantari |
| CHAT Influencer              | - MGB09 – Patihan Pengsook   |
| Beautiful Skinned Male Model | - MGB09 – Patihan Pengsook   |

Các thí sinh
| SBD   | Thí sinh                                    | Biệt danh       |
| ----- | ------------------------------------------- | --------------- |
| MGB01 | Narathip Kumnoednukoon นราธิป กำเนิดนุกูล       | Nickky นิคกี้      |
| MGB02 | Yuttaphong Nantari ยุทธพงษ์ นันตะริ             | Man แมน         |
| MGB03 | Pakin Srisawang ภาคิน ศรีสว่าง                 | Rew ริว          |
| MGB04 | Ataphon Phithak อรรถพล พิทักษ์                 | Wow วาว         |
| MGB05 | Kornpisit Wimanpaijit กรพิสิษฐ์ วิมานไพจิตร      | Silver ซิลเวอร์   |
| MGB06 | Chonnapat Prommasim ชนพัฒน์ พรมมาสิม           | Napan นะพัฒน์     |
| MGB07 | Sakda Saezuang ศักดา แซ่ซวง                   | Chalarm ฉลาม    |
| MGB08 | Prasopchok Jiraporn ประสพโชค จิราภรณ์         | King คิง         |
| MGB09 | Patihan Pengsook ปาฏิหาริย์ เพ็งสุข              | Pup ปั๊ป          |
| MGB10 | Anakhet Charubhakti อณาเขต จารูพักติ           | Bank แบงค์       |
| MGB11 | Anucha Nuankhamma อนุชา นวนคำมา              | Copter คอปเตอร์  |
| MGB12 | Thanakit Song-Oom ธนกิจ สงค์อุ่ม                | Earth เอิ้ด       |
| MGB13 | Tanakorn Uthaiphetra ธนกร อุทัยเภตรา          | Suea เสือ        |
| MGB14 | Thanadet Kunnaownit ธนเดช กุลเนาวนิตย์         | Chopper ช็อปเปอร์ |
| MGB15 | Pattawee Waimethachoknugun ปฐวี วัยเมธาโชคนุกูล | Futur ฟิวเจอร์    |
| MGB16 | Thanakrit Chalamaneeporn ธนกฤต ชาละมณีพร     | Toz โต๊ด         |
| MGB17 | Teerawat Wayon ธีรวัฒน์ วายนต์                  | Santoss ซานโตส  |
| MGB18 | Weerayut Phimsaka วีระยุทธิ์ พิมพ์สกะ             | Auto ออโต้       |

### 2024
Mister Global Thailand 2024 là cuộc thi Mister Global Thailand lần thứ 5 được tổ chức tại MCC Hall, 4th Floor, The Mall Lifestore Ngamwongwan, Mueang Nonthaburi, Nonthaburi vào ngày 26 tháng 5 năm 2024. Có 28 thí sinh dự thi, Patrick Pho-ngam Forstner đến từ Udon Thani đăng quang ngôi vị Mister Global Thailand.
Kết quả
| Hạng                        | Thí sinh |
| --------------------------- | --- |
| Mister Global Thailand 2024 | - MRGT24 – Patrick Pho-ngam Forstner |
| Á vương 1                   | - MRGT11 – Chanawee Prasongkit |
| Á vương 2                   | - MRGT06 – Teenarupakorn Muangmai |
| Á vương 3                   | - MRGT07 – Poramet Manyuen |
| Á vương 4                   | - MRGT15 – Chonapat Prommasim |
| Top 10                      | - MRGT04 – Chaiwat Thongsang - MRGT05 – Ratchanon Sisang ฿ - MRGT20 – Asraf Binyahaya - MRGT23 – Waruntorn Kochtaropas $ - MRGT29 – Rattapon Deewattanapong § |
| Top 20                      | - MRGT01 – Nattakhun Thitithanon - MRGT13 – Nopparod Pronnarongvat - MRGT14 – Teepakorn Samakketkarn - MRGT17 – Chanin Sanleat - MRGT18 – Saroot Kantawan - MRGT22 – Jessada Pattamanavin - MRGT25 – Chaiwat Visitphatanakul - MRGT26 – Sarut Tangkoonsombati - MRGT27 – Subhaaddh Sattayathewa - MRGT30 – Chaiyapat Piluk |

- § Thắng giải Popular Vote TPNG Application vào thẳng top 20 chung cuộc.
- $ Thắng giải Popular Vote TPNG Application vào thẳng top 10 chung cuộc.
- ฿ Thắng giải Popular Vote by Essence Commerce by TPNG Shop vào thẳng top 10 chung cuộc.

Các thí sinh
| Giải thưởng                                       | Biệt danh |
| ------------------------------------------------- | --- |
| Popular Vote TPNG Application 19+1                | - MRGT29 – Rattapon Deewattanapong |
| Popular Vote TPNG Application 8+2                 | - MRGT23 – Waruntorn Kochtaropas |
| Popular Vote by Essence Commerce by TPNG Shop 8+2 | - MRGT05 – Ratchanon Sisang |
| Mister Vincent                                    | - MRGT24 – Patrick Pho-ngam Forstner |
| Mister Vincent Ambassador                         | - MRGT01 – Nattakhun Thitithanon - MRGT11 – Chanawee Prasongkit - MRGT14 – Teepakorn Samakketkarn - MRGT15 – Chonapat Prommasim - MRGT20 – Asraf Binyahaya |
| Mister Charming Talent                            | - MRGT11 – Chanawee Prasongkit |
| Winner Voice for change by Mouawad                | - MRGT20 – Asraf Binyahaya |
| Voice for change by Mouawad                       | - MRGT05 – Ratchanon Sisang - MRGT26 – Sarut Tangkoonsombati - MRGT27 – Subhaaddh Sattayathewa                                                             |
| The Mall Lifestore Gentleman                      | - MRGT24 – Patrick Pho-ngam Forstner |

Các thí sinh
| SBD    | Thí sinh                                        | Biệt danh         |
| ------ | ----------------------------------------------- | ----------------- |
| MRGT01 | Nattakhun Thitithanon ณัฏฐ์ธคุณ ฐิติฐานนท์            | Nakhun ณคุณ        |
| MRGT02 | Kitwibhu Lertphichiansri กิจวิภู เลิศพิเชียรศรี        | Jame เกมส์         |
| MRGT03 | Namatsawin Haseeya นมัสวิน ฮาเซย่า                 | Alvin อัลวิน        |
| MRGT04 | Chaiwat Thongsang ชัยวัฒน์ ทองแสง                  | Tob ต๊อบ           |
| MRGT05 | Ratchanon Sisang รัชชานนท์ สีสังข์                   | Aof อ๊อฟ           |
| MRGT06 | Teenarupakorn Muangmai ธีนฤปกร ม่วงไม้             | Yoyo โยโย่         |
| MRGT07 | Poramet Manyuen ปรเมษฐ์ มั่นยืน                     | Fox ฟ็อก           |
| MRGT08 | Thanakrit Chalamaneeporn ธนกฤตย์ ชลมณีพร          | Toz ทอซ           |
| MRGT09 | Warut Tuantawin วรุฒม์ ตันตะวิน                     | Dome โดม          |
| MRGT10 | Chatchalerm Wongpairat ฉัตรเฉลิม วงศ์ไพรัตน์         | Jack แจ๊ค          |
| MRGT11 | Chanawee Prasongkit ชนาวีร์ ประสงค์กิจ              | Tai ไท            |
| MRGT12 | Wittayachai Kanpean วิทยาชัย กันเปี่ยน               | Jeen ฌอห์ณ         |
| MRGT13 | Nopparod Pronnarongvat นพโรจน์ พรณรงค์วัฒน์         | Mario มาริโอ้       |
| MRGT14 | Teepakorn Samakketkarn ทีปกร สมัครเขตรการ         | Tonkla ต้นกล้า      |
| MRGT15 | Chonapat Prommasim ชนพัฒน์ พรมมาสิม                | Napat นพัฒน์        |
| MRGT16 | Ganteepob Jangcharoen กันธีร์ภพ แจ้งเจริญ            | New นิว            |
| MRGT17 | Chanin Sanleat ชนินทร์ แสนเลิศ                     | Aem เอ็ม           |
| MRGT18 | Saroot Kantawan ศรุต คันธวัลย์                      | Pang แป้ง          |
| MRGT19 | Burin Utumpon บุรินทร์ อุทุมพร                       | Blue บูล           |
| MRGT20 | Asraf Binyahaya อัสราฟ บินยาฮายา                  | Asse อาเซ         |
| MRGT21 | Wuttichai Chaiyakom วุฒิชัย ชัยคม                   | Toom ตูม           |
| MRGT22 | Jessada Pattamanavin เจษฎา ปัทมนาวิน              | Komkem คมเข้ม      |
| MRGT23 | Waruntorn Kochtaropas วรันณ์ธร คชทโรภาส           | Champ แชมป์        |
| MRGT24 | Patrick Pho-ngam Forstner แพทริค โพธิ์งาม ฟอร์สเนอร์ | Patrick แพทริค     |
| MRGT25 | Chaiwat Visitphatanakul ชัยวัฒน์ วิศิษฐพัฒนากุล        | Snow สโนว์         |
| MRGT26 | Sarut Tangkoonsombati สรุจ ตั้งคุณสมบัติ              | Moth มอธ          |
| MRGT27 | Subhaaddh Sattayathewa ศุภอัฑฒ์ สัตยเทวะ            | Art อาร์ต          |
| MRGT28 | Tommy Hatto ทอมมี่ แฮตโต้                          | Tommy ทอมมี่        |
| MRGT29 | Rattapon Deewattanapong รัตพล ดีวัฒนพงษ์            | Jame เจมส์         |
| MRGT30 | Chaiyapat Piluk ไชยพัทธ์ พิลึก                      | Trackter แทรคเตอร์ |

### 2025
Mister Global Thailand 2025 hoặc tên khác là The Global Games 2025 (tiếng Thái: เดอะโกลบอลเกม 2025) là cuộc thi Mister Global Thailand lần thứ 6 được tổ chức vào tháng 9 năm 2025. Có 18 thí sinh dự thi.
Các thí sinh
| SBD        | Thí sinh                                 | Biệt danh       | Tuổi | Chiều cao (cm) | Cân nặng |
| ---------- | ---------------------------------------- | --------------- | ---- | -------------- | -------- |
| PlayerXY01 | Suppakorn Cheepsattayakorn ศุภกร ชีพสัตยากร | Jeng เจ๋ง        | 19   | 180            | 82       |
| PlayerXY02 | Kunlachat Cheythong กุลฉัตร เชยทอง         | Songklod ทรงกลด | 33   | 181            | 74       |
| PlayerXY03 | Chanin Chuaypinij ชนินทร์ ช่วยพินิจ           | Victor วิคเตอร์   | 35   | 183            | 68       |
| PlayerXY04 | Teerati Banterng ธีรติร์ บรรเทิง             | Antony อังโตนี    | 39   | 190            | 38       |
| PlayerXY05 | Nattakhun Thitithanon ณัฏฐ์ธคุณ ฐิติฐานนท์     | Nakhun ณคุณ      | 30   | 176            | 69       |
| PlayerXY06 | Thanakrit Thepmongkon ธนกฤต เทพมงคล      | O โอ            | 33   | 175            | 65       |
| PlayerXY07 | Tarit Thongchumsin ธฤต ทองชุมสิน           | Tar ต้า          | 26   | 185            | 72       |
| PlayerXY08 | Phattharachai Tuantawin ภัทรชัย ถ้วนถวิล     | Dome โดม        | 35   | 185            | 76       |
| PlayerXY09 | Venti Kongsin เวนติ กองศิลป์                | Tik ติ๊ก          | 35   | 175            | 64       |
| PlayerXY10 | Ronthakorn Tansian รณฐกร ตาลเสี้ยน         | Rit ริท          | 30   | 178            | 68       |
| PlayerXY11 | Vitchayut Jansedtee วิชยุตม์ จันทรืเศรษฐี      | Dong โด่ง        | 30   | 170            | 70       |
| PlayerXY12 | Thatanat Boonraksa ฐธนัช บุญรักษา           | Nott นอต        | 21   | 187            | 80       |
| PlayerXY13 | Than Banphakan ธรรม์ บรรพกาญจน์            | Than ธัน         | 25   | 180            | 81       |
| PlayerXY14 | Chabuskhan Hamdalee ชาร์บัสคาน ฮัมดาหลี      | Cha ชา          | 27   | 180            | 77       |
| PlayerXY15 | Chawanwit Tochit ชวัลวิทย์ โตจิต             | Jade เจด        | 25   | 178            | 69       |
| PlayerXY16 | Thanaphat Petchpraphai ธนภัทร เพชรประไพ   | Neil นิว         | 22   | 187            | 89       |
| PlayerXY17 | Thosapol Arreeratana ทศพล อารีรัตน์         | Pol พล          | 25   | 183            |          |
| PlayerXY18 | Sitthirak Kaewniyom สิทธิรักษ์ แก้วนิยม        | Manyoo แมนยู     | 20   | 182            | 70       |

## Đại diện Thái Lan tại các cuộc thi sắc đẹp quốc tế

### Mister Global
Chú thích màu
- : Nam vương
- : Á vương
- : Top chung kết
- : Top bán chung kết
- : Được giải thưởng đặc biệt

| Năm  | Đại diện                  | Thứ hạng tại Mister Global Thailand                         | Thứ hạng tại Mister Global | Giải thưởng đặc biệt                                                |
| ---- | ------------------------- | ----------------------------------------------------------- | -------------------------- | ------------------------------------------------------------------- |
| 2014 | Phubess Samkratoke        | Bổ nhiệm                                                    | Top 8                      |                                                                     |
| 2015 | Apiwit Kunadireck         | Bổ nhiệm - - Á vương 1 (Mister Thailand 2024)               | Á vương 2                  | 1 - - Best National Costume                                         |
| 2016 | Thawatchai Jaikhan        | Mister Global Thailand 2016                                 | Á vương 1                  | 1 - - People Choice                                                 |
| 2017 | Nontakorn Amput           | Mister Global Thailand 2017                                 | Không đạt giải             |                                                                     |
| 2018 | Staporn Moollisan         | Bổ nhiệm - - Mister Chiang Mai 2018                         | Á vương 4                  | 1 - - Top 5 Best in Talent                                          |
| 2019 | Jeerawat Vetsakol         | Bổ nhiệm - - Á vương 1 (Mister International Thailand 2019) | Top 16                     |                                                                     |
| 2021 | Thiraphat Sittichai       | Bổ nhiệm                                                    | Top 10                     |                                                                     |
| 2022 | Setthapan Thongsuk        | Mister Global Thailand 2022                                 | Top 5                      | 1 - - The Darling of San Pu Loei                                    |
| 2023 | Patihan Pengsook          | Mister Global Thailand 2023                                 | Không đạt giải             | 2 - - Excellent Chinese costume - 2nd Runner-up Mister Kalasin 2023 |
| 2024 | Patrick Pho-ngam Forstner | Mister Global Thailand 2024                                 | Á vương 3                  | 1 - - Voice for Changes                                             |

### Top Model of the Universe
Chú thích màu
- : Nam vương
- : Á vương
- : Top chung kết
- : Top bán chung kết
- : Được giải thưởng đặc biệt

| Năm  | Đại diện               | Thứ hạng tại Mister Global Thailand | Thứ hạng tại Top Model of the Universe | Giải thưởng đặc biệt        |
| ---- | ---------------------- | ----------------------------------- | -------------------------------------- | --------------------------- |
| 2024 | Teenarupakorn Muangmai | Á vương 2 (2024)                    | Top Model of the Universe 2024         | 1 - - Best National Costume |

### Mister Glam International
Chú thích màu
- : Nam vương
- : Á vương
- : Top chung kết
- : Top bán chung kết
- : Được giải thưởng đặc biệt

| Năm  | Đại diện        | Thứ hạng tại Mister Global Thailand | Thứ hạng tại Mister Glam International | Giải thưởng đặc biệt                       |
| ---- | --------------- | ----------------------------------- | -------------------------------------- | ------------------------------------------ |
| 2024 | Asraf Binyahaya | Top 10 (2024)                       | Mister Glam International 2024         | 2 - - Best in Rave Fashion - Best in Smile |